# Reomirova temperaturna skala
Reomirova temperaturna skala je skala za merenje temperature u kojoj su tačka mržnjenja i ključanja vode fiksirane na 0 i 80 stepeni redom. Skala je nazvana po Reneu Reomiru, koji ju je predložio 1730. godine.
Stepeni Reomirove skale se obično označavaju simbolima , ' ili .
Upoređujući pokazivanja Amontonsovog gasnog termometra sa pokazivanjima alkoholnog termometra
Reomir je odredio stepen širenja gasa pri promeni temperature za jedan stepen tako što je, označavajući nulom tačku mržnjenja vode,

termometar napunio rastvorom alkohola i vode tako da je njegova zapremina u tački mržnjenja bila 1000 jedinica, a u tački ključanja rastvora 1080 jedinica. Kako je između tih tačaka bilo 80 podeoka, tačka ključanja rastvora predstavljala je 80 .
Nepraktičnost metode kalibracije rastvaranjem alkohola u vodi, uslovila je oko 1770. godine korišćenje samo taćke mržnjenja vode (0 ) kao fiksne tačke, dok se druga tačka (80 ) određivala tačkom ključanja vode, pogotovu kada su se umesto alkoholom termometri počeli puniti živom. Podeoci na skali nazvani su stepenima Reomira.

## Upotreba
U većem delu Evrope (isključujući Britaniju i Skandinaviju, u kojima su se koristile Farenhajtova i Celzijusova skala, respektivno), a posebno u Francuskoj, Nemačkoj i Rusiji dugo se koristio alkoholni termometar sa Reomirovom temperaturnom skalom, pa se i pominje u nekim književnim delima Dostojevskog, Tolstoja i Nabokova

Reomirovim termometrom su se, nakon zamene De La Hireovog termometra,
dugo vršila merenja temperature vazduha u Pariskoj opservatoriji.

Bila je omiljena skala u Francuskoj sve do uspostavljanja metričkog sistema jedinica, tj. kada je 1. aprila 1794. godine (12. Germinal an II, revolucionarnog kalendara) revolucionarna uprava usvojila, stostepenu Celzijusovu temperaturnu skalu, kao zvaničnu.
U novije vreme, Reomirova skala nalazi upotrebu jedino u merenju temperature mleka u proizvodnji nekih vrsta sireva. U toj nameni koristi se u nekim italijanskim mlekarama koje u kojima se proizvode parmiđano ređano i grana padano sirevi, kao i u proizvodnji švajcarskih alpskih sireva.